# 안중 나들목
안중 나들목(Anjung IC)은 경기도 평택시 안중읍 삼정리에 설치된 익산평택고속도로의 나들목이자 익산평택고속도로의 종점이다. 2024년 12월 10일에 개통되었다.

## 연혁
- 2019년 12월 6일 : 분기점 신설을 위해 평택시 도시계획시설 교통광장에 안중읍 삼정리 일원을 안중 나들목으로 고시[1]
- 2024년 12월 10일 : 익산평택고속도로 부여구룡 ~ 안중 구간 개통과 함께 통행 개시[2]

## 구조물 정보
- 위치 : 경기도 평택시 안중읍 삼정리

## 접속하는 도로
- 국도 제43호선 (세종평택로)